# Alex Katz
Alex Katz (* 24. července 1927) je americkým výtvarníkem figurativní malby, sochařem a grafikem spojený s hnutím Pop art.

## Život
Katz se narodil v části New Yorku Brooklyn. V letech 1946–1949 žil v Showheganu ve státě Maine. Jeho první samostatná výstava maleb měla vernisáž v roce 1954 v Roko Gallery v New Yorku a nesetkala se zájmem veřejnosti ani kritiky.
Od konce 80. let považujeme Alexe Katze za hlavního představitele cool painting, a díky inovacím v malbě se stal jedním z vlivných malířů současnosti.
V posledním desetiletí se jeho dílo těší celosvětovému zájmu, díky jeho vlivu na současné umělce jakými je i česká výtvarnice Ivana Lomová. V roce 2007 proběhla velká samostatná výstave ve Státním muzeu v New Yorku.

## Tvorba
Patří do stejné generace jako Robert Rauschenberg nebo Jasper Johns.
Svými figurativními obrazy se pohybuje na pomezí realismu a abstrakce. Jeho převážně velkoformátové obrazy na plátnech působí kultivovanou emocionalitou hraničící s chladným odstupem. Zdrojem témat jsou pro autora v lidé z vyšších společenských vrstev trávící v nečinnosti volný čas.

### Tvůrčí proces
Celý tvůrčí postup umělce je inspirován renesančními italskými umělci:
1. Malba motivů svého budoucího obrazu na malou dřevěnou desku – expresívním a volným stylem, ale již v jasných barvách.
2. Kresba tužkou na papír, propracovaná do detailů.
3. Přenesení původní kresby tužkou uhlem nebo rudkou v obrysech na kartón, který má stejnou velikost jako plátno.
4. V měřítku 1:1 zobrazí studii na plátno.
5. Jako na renesančních freskách dochází k řídnutí kontur a tvary se barevnými pigmenty prokreslí na plátno. Akvarelová metoda a rychlé tahy pak obrazům dodávají jejich schematickou formu.[2]